# Йоганна Матінтало
Йоганна Матінтало (фін. ) — фінська лижниця, призерка чемпіонату світу. 
Бронзову медаль світової першості Матінтало виборола в складі фінської естафетної команди на чемпіонаті світу 2021 року, що проходив у німецькому Оберстдорфі.